# Kiżewatowo
Kiżewatowo (ros. Кижеватово) – wieś (sieło) w Rosji, w obwodzie penzeńskim, w rejonie biessonowskim. W 2010 liczyła 3191 mieszkańców, głównie Mordwinów.

## Urodzeni
- Andriej Kiżewatow – radziecki wojskowy.